# Wereldkampioenschap superbike van Monza 2000
Het wereldkampioenschap superbike van Monza 2000 was de vijfde ronde van het wereldkampioenschap superbike en de vierde ronde van het wereldkampioenschap Supersport 2000. De races werden verreden op 21 mei 2000 op het Autodromo Nazionale Monza nabij Monza, Italië.

## Superbike

### Race 1
| Pos | Nr  | Rijder               | Constructeur | Rondes | Tijd         | Grid | Punten |
| --- | --- | -------------------- | ------------ | ------ | ------------ | ---- | ------ |
| 1   | 7   | Pierfrancesco Chili  | Suzuki       | 18     | 31:59.010    | 4    | 25     |
| 2   | 2   | Colin Edwards        | Honda        | 18     | +0.028       | 1    | 20     |
| 3   | 4   | Akira Yanagawa       | Kawasaki     | 18     | +11.901      | 3    | 16     |
| 4   | 21  | Troy Bayliss         | Ducati       | 18     | +12.090      | 5    | 13     |
| 5   | 111 | Aaron Slight         | Honda        | 18     | +13.483      | 16   | 11     |
| 6   | 6   | Gregorio Lavilla     | Kawasaki     | 18     | +21.018      | 9    | 10     |
| 7   | 155 | Ben Bostrom          | Ducati       | 18     | +22.337      | 10   | 9      |
| 8   | 3   | Troy Corser          | Aprilia      | 18     | +22.914      | 2    | 8      |
| 9   | 30  | Alessandro Antonello | Aprilia      | 18     | +30.029      | 12   | 7      |
| 10  | 33  | Robert Ulm           | Ducati       | 18     | +37.375      | 7    | 6      |
| 11  | 9   | Katsuaki Fujiwara    | Suzuki       | 18     | +43.840      | 14   | 5      |
| 12  | 10  | Vittoriano Guareschi | Yamaha       | 18     | +55.068      | 8    | 4      |
| 13  | 46  | Mauro Sanchini       | Ducati       | 18     | +57.661      | 19   | 3      |
| 14  | 35  | Giovanni Bussei      | Kawasaki     | 18     | +58.644      | 21   | 2      |
| 15  | 18  | Markus Barth         | Yamaha       | 18     | +58.895      | 25   | 1      |
| 16  | 39  | Alessandro Gramigni  | Yamaha       | 18     | +1:00.259    | 26   |        |
| 17  | 27  | Frédéric Protat      | Ducati       | 18     | +1:00.342    | 17   |        |
| 18  | 28  | Jürgen Oelschläger   | Yamaha       | 18     | +1:02.189    | 22   |        |
| 19  | 113 | Paolo Blora          | Ducati       | 18     | +1:04.291    | 20   |        |
| 20  | 38  | Lance Isaacs         | Ducati       | 18     | +1:08.436    | 28   |        |
| 21  | 20  | Marco Borciani       | Ducati       | 18     | +1:13.648    | 24   |        |
| 22  | 501 | Anthony Gobert       | Bimota       | 17     | +1 ronde     | 23   |        |
| 23  | 69  | Jonnie Ekerold       | Honda        | 17     | +1 ronde     | 29   |        |
| 24  | 44  | Claude-Alain Jäggi   | Honda        | 16     | +2 ronden    | 30   |        |
| DNF | 13  | Andreas Meklau       | Ducati       | 15     | Uitgevallen  | 13   |        |
| DNF | 11  | Lucio Pedercini      | Ducati       | 12     | Uitgevallen  | 18   |        |
| DNF | 41  | Noriyuki Haga        | Yamaha       | 10     | Uitgevallen  | 6    |        |
| DNF | 19  | Juan Borja           | Ducati       | 7      | Uitgevallen  | 15   |        |
| DNF | 15  | Igor Antonelli       | Kawasaki     | 5      | Uitgevallen  | 27   |        |
| DNF | 32  | Massimo De Silvestro | Kawasaki     | 1      | Ongeluk      | 31   |        |
| DNF | 12  | Haruchika Aoki       | Ducati       | 1      | Uitgevallen  | 11   |        |
| DNS | 23  | Jiří Mrkývka         | Ducati       | 0      | Niet gestart |      |        |
| DNS | 24  | Vladimír Karban      | Suzuki       | 0      | Niet gestart |      |        |

### Race 2
| Pos | Nr  | Rijder               | Constructeur | Rondes | Tijd         | Grid | Punten |
| --- | --- | -------------------- | ------------ | ------ | ------------ | ---- | ------ |
| 1   | 2   | Colin Edwards        | Honda        | 18     | 32:07.510    | 1    | 25     |
| 2   | 7   | Pierfrancesco Chili  | Suzuki       | 18     | +0.031       | 4    | 20     |
| 3   | 4   | Akira Yanagawa       | Kawasaki     | 18     | +2.552       | 3    | 16     |
| 4   | 21  | Troy Bayliss         | Ducati       | 18     | +4.164       | 5    | 13     |
| 5   | 41  | Noriyuki Haga        | Yamaha       | 18     | +7.078       | 6    | 11     |
| 6   | 3   | Troy Corser          | Aprilia      | 18     | +11.303      | 2    | 10     |
| 7   | 111 | Aaron Slight         | Honda        | 18     | +24.872      | 16   | 9      |
| 8   | 13  | Andreas Meklau       | Ducati       | 18     | +33.972      | 13   | 8      |
| 9   | 9   | Katsuaki Fujiwara    | Suzuki       | 18     | +34.048      | 14   | 7      |
| 10  | 155 | Ben Bostrom          | Ducati       | 18     | +36.023      | 10   | 6      |
| 11  | 30  | Alessandro Antonello | Aprilia      | 18     | +40.224      | 12   | 5      |
| 12  | 18  | Markus Barth         | Yamaha       | 18     | +50.733      | 25   | 4      |
| 13  | 28  | Jürgen Oelschläger   | Yamaha       | 18     | +55.720      | 22   | 3      |
| 14  | 38  | Lance Isaacs         | Ducati       | 18     | +1:02.002    | 28   | 2      |
| 15  | 113 | Paolo Blora          | Ducati       | 18     | +1:07.115    | 20   | 1      |
| 16  | 15  | Igor Antonelli       | Kawasaki     | 18     | +1:19.712    | 27   |        |
| 17  | 69  | Jonnie Ekerold       | Honda        | 17     | +1 ronde     | 29   |        |
| DNF | 11  | Lucio Pedercini      | Ducati       | 13     | Uitgevallen  | 18   |        |
| DNF | 27  | Frédéric Protat      | Ducati       | 10     | Uitgevallen  | 17   |        |
| DNF | 20  | Marco Borciani       | Ducati       | 7      | Uitgevallen  | 24   |        |
| DNF | 19  | Juan Borja           | Ducati       | 6      | Uitgevallen  | 15   |        |
| DNF | 6   | Gregorio Lavilla     | Kawasaki     | 4      | Ongeluk      | 9    |        |
| DNF | 10  | Vittoriano Guareschi | Yamaha       | 3      | Uitgevallen  | 8    |        |
| DNF | 44  | Claude-Alain Jäggi   | Honda        | 3      | Uitgevallen  | 30   |        |
| DNF | 501 | Anthony Gobert       | Bimota       | 2      | Uitgevallen  | 23   |        |
| DNF | 33  | Robert Ulm           | Ducati       | 1      | Uitgevallen  | 7    |        |
| DNF | 39  | Alessandro Gramigni  | Yamaha       | 1      | Uitgevallen  | 26   |        |
| DNF | 46  | Mauro Sanchini       | Ducati       | 0      | Ongeluk      | 19   |        |
| DNF | 35  | Giovanni Bussei      | Kawasaki     | 0      | Ongeluk      | 21   |        |
| DNS | 12  | Haruchika Aoki       | Ducati       | 0      | Niet gestart | 11   |        |
| DNS | 32  | Massimo De Silvestro | Kawasaki     | 0      | Niet gestart | 31   |        |
| DNS | 23  | Jiří Mrkývka         | Ducati       | 0      | Niet gestart |      |        |
| DNS | 24  | Vladimír Karban      | Suzuki       | 0      | Niet gestart |      |        |

## Supersport
| Pos | Nr | Rijder                | Constructeur | Rondes | Tijd         | Grid | Punten |
| --- | -- | --------------------- | ------------ | ------ | ------------ | ---- | ------ |
| 1   | 15 | Paolo Casoli          | Ducati       | 16     | 30:05.288    | 4    | 25     |
| 2   | 69 | James Whitham         | Yamaha       | 16     | +0.084       | 10   | 20     |
| 3   | 31 | Karl Muggeridge       | Honda        | 16     | +0.168       | 2    | 16     |
| 4   | 21 | Massimo Meregalli     | Yamaha       | 16     | +0.387       | 5    | 13     |
| 5   | 6  | Christian Kellner     | Yamaha       | 16     | +0.519       | 7    | 11     |
| 6   | 5  | Rubén Xaus            | Ducati       | 16     | +0.884       | 1    | 10     |
| 7   | 4  | Jörg Teuchert         | Yamaha       | 16     | +0.976       | 8    | 9      |
| 8   | 2  | Iain MacPherson       | Kawasaki     | 16     | +1.416       | 11   | 8      |
| 9   | 1  | Stéphane Chambon      | Suzuki       | 16     | +3.579       | 9    | 7      |
| 10  | 14 | Christophe Cogan      | Yamaha       | 16     | +4.898       | 12   | 6      |
| 11  | 3  | Piergiorgio Bontempi  | Ducati       | 16     | +11.072      | 17   | 5      |
| 12  | 99 | Fabien Foret          | Ducati       | 16     | +12.779      | 36   | 4      |
| 13  | 12 | Andrew Pitt           | Kawasaki     | 16     | +15.129      | 15   | 3      |
| 14  | 9  | Wilco Zeelenberg      | Yamaha       | 16     | +15.132      | 14   | 2      |
| 15  | 25 | Igor Jerman           | Ducati       | 16     | +15.354      | 16   | 1      |
| 16  | 35 | Shinya Takeishi       | Honda        | 16     | +18.417      | 19   |        |
| 17  | 17 | Pere Riba             | Honda        | 16     | +21.332      | 21   |        |
| 18  | 22 | Werner Daemen         | Yamaha       | 16     | +21.527      | 22   |        |
| 19  | 10 | William Costes        | Honda        | 16     | +29.854      | 30   |        |
| 20  | 8  | Cristiano Migliorati  | Suzuki       | 16     | +29.920      | 27   |        |
| 21  | 46 | Nicolas Dussauge      | Yamaha       | 16     | +30.386      | 24   |        |
| 22  | 23 | Davide Bulega         | Yamaha       | 16     | +36.589      | 23   |        |
| 23  | 20 | Karl Harris           | Suzuki       | 16     | +37.619      | 29   |        |
| 24  | 55 | Norino Brignola       | Yamaha       | 16     | +37.809      | 32   |        |
| 25  | 70 | Phil Giles            | Suzuki       | 16     | +1:19.622    | 33   |        |
| DNF | 34 | Yves Briguet          | Ducati       | 11     | Uitgevallen  | 20   |        |
| DNF | 28 | Michele Malatesta     | Ducati       | 11     | Uitgevallen  | 26   |        |
| DNF | 45 | Camillo Mariottini    | Kawasaki     | 10     | Uitgevallen  | 35   |        |
| DNF | 18 | Vittorio Iannuzzo     | Yamaha       | 10     | Uitgevallen  | 28   |        |
| DNF | 19 | Walter Tortoroglio    | Ducati       | 8      | Uitgevallen  | 18   |        |
| DNF | 16 | Sébastien Charpentier | Honda        | 7      | Uitgevallen  | 34   |        |
| DNF | 24 | Maurizio Prattichizzo | Yamaha       | 4      | Ongeluk      | 25   |        |
| DNF | 44 | Antonio Carlacci      | Yamaha       | 3      | Ongeluk      | 3    |        |
| DNF | 39 | Nigel Arnold          | Honda        | 3      | Uitgevallen  | 31   |        |
| DNF | 29 | Christer Lindholm     | Yamaha       | 0      | Ongeluk      | 6    |        |
| DNF | 7  | Fabrizio Pirovano     | Suzuki       | 0      | Ongeluk      | 13   |        |
| DNS | 40 | Kevin Curtain         | Yamaha       | 0      | Niet gestart |      |        |

## Tussenstanden na wedstrijd

### Superbike
| Pos | Nr | Rijder              | Team     | Punten |
| --- | -- | ------------------- | -------- | ------ |
| 1   | 2  | Colin Edwards       | Honda    | 169    |
| 2   | 7  | Pierfrancesco Chili | Suzuki   | 144    |
| 3   | 41 | Noriyuki Haga       | Yamaha   | 116    |
| 4   | 3  | Troy Corser         | Aprilia  | 98     |
| 5   | 4  | Akira Yanagawa      | Kawasaki | 79     |

### Supersport
| Pos | Nr | Rijder            | Team   | Punten |
| --- | -- | ----------------- | ------ | ------ |
| 1   | 69 | James Whitham     | Yamaha | 78     |
| 2   | 1  | Stéphane Chambon  | Suzuki | 64     |
| 3   | 4  | Jörg Teuchert     | Yamaha | 55     |
| 4   | 15 | Paolo Casoli      | Ducati | 53     |
| 5   | 6  | Christian Kellner | Yamaha | 40     |

1990 · 1992 · 1993 · 1995 · 1996 · 1997 · 1998 · 1999 · 2000 · 2001 · 2002 · 2003 · 2004 · 2005 · 2006 · 2007 · 2008 · 2009 · 2010 · 2011 · 2012 · 2013